# Spodoptera fulgens
Spodoptera fulgens là một loài bướm đêm trong họ Noctuidae.